# Ноемврийска група
„Ноемврийска група“ (на немски: Novembergruppe) е името на влиятелна група от немски творци, представители на експресионизма в изкуството, архитектурата и дизайна, създадена на 3 декември 1918 г. в Берлин, Германия. Групата е съставена от художници, скулптури и архитекти, към които се присъединяват и представители на други жанрове като дизайнери, урбанисти, композитори, писатели, журналисти, критици и теоретици на изкуството. Създаването на групата е повлияно от Ноемврийската революция, избухнала в Германия на 3 ноември 1918 г., по-известна с името си Германска революция (1918 – 1919).
Групата е организирана и ръководена от художника и плакатист Макс Пехщайн и художника и дизайнер Сезар Клайн, свързани с влиятелния берлински колекционер, галерист и търговец на художествени произведения Волфганг Гурлит.
Творците от „Ноемврийската група“ определят себе си като радикални и революционни. Тяхната дейност, подобно на дейността на друга подобна група – Работническия съвет за изкуство (на немски: Arbeitsrat für Kunst), има за цел да подкрепи избухналата социалистическа революция в Германия и да участва в предстоящите обществени преобразования. Основна цел на групата е да свърже изкуството с нуждите и очакванията на хората. Освен това групата се опитва да повлияе на държавната политика в сферата на образованието и културата.

## Членове
Известни членове на „Ноемврийската група“ са художникът Ото Нагел, архитектът и дизайнер Лудвиг Мис ван дер Рое, композиторът Курт Вайл, писателят и художник Оскар Кокошка и др.
Пълен списък на всички членове на групата е трудно да се състави поради динамичния ѝ състав през годините и липсата на достатъчна документация, преди всичко за ранния ѝ период. По различни оценки общия брой на творците, свързани с „Ноемврийската група“ е около 120.